# Omar Delgado
Omar Delgado Gómez (Puerto Berrío; 21 de enero de 1941-?; 6 de mayo de 1991) fue un árbitro de fútbol colombiano.

## Trayectoria
Debutó en 1966 y tres años después fue designado internacional por la FIFA. Estuvo en varios torneos internacionales y su actuación más destacada fue arbitrar el partido de Yugoslavia-Zaire en el grupo 2 de la Copa Mundial de 1974, convirtiéndose en el primer árbitro colombiano en dirigir en una Copa del Mundo.